# Remensa

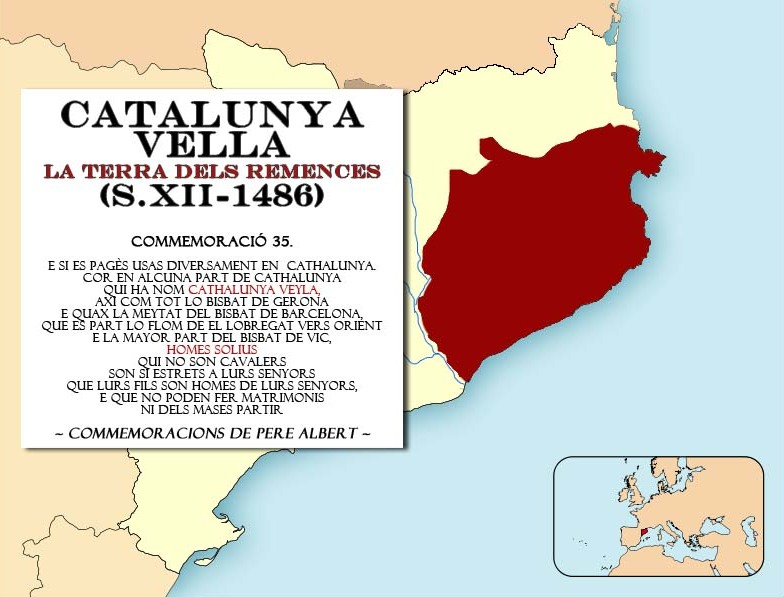
La Cathalunya Veyla descrita por Pere Albert, donde se concentraba la población con la condición remensa.

Con el término remensa, del latín redimentia, se designaba en el Principado de Cataluña, en la Edad Media, el pago que en concepto de rescate habían de dar los payeses (campesinos) a su señor para abandonar la tierra. Constituía uno de los seis malos usos.
Posteriormente, por asimilación, se aplicó el término para denominar a los cultivadores sujetos a esta condición. Así, pues, los payeses de remensa, o simplemente "los remensas", eran cultivadores de tierras adscritos a ellas de modo forzoso y hereditario. Jurídicamente, eran hombres libres, pero esta libertad estaba limitada por los vínculos que les unían al predio que cultivaban y, a través de él, al señor. Su condición no difiere esencialmente de la de los campesinos adscritos en otros territorios peninsulares y en el resto de la Europa medieval, con la denominación habitual de siervos, pero las especiales circunstancias políticas, sociales y económicas de la Cataluña medieval dan notorio relieve a esta clase social.

## Número y distribución geográfica de los remensas
Se considera que en el siglo XV existían en Cataluña entre 15.000 y 20.000 hogares (‘’fochs’’) remensas, lo que supondría unas 100.000 personas, es decir, la cuarta parte de la población del Principado de Cataluña que se estima que alcanzaría en aquel siglo los 400.000 habitantes. Sin embargo, las familias con la condición de remensa no se extendían por toda Cataluña sino que se concentraban en la Cataluña Vieja («Catalunya Veyla, dellá Lobregat», según la documentación de la época) que comprendían las diócesis de Barcelona, de Gerona y de Vich, mientras que serían prácticamente inexistentes en la Cataluña Nueva, al sur del río Llobregat, lo cual, según Jaume Vicens Vives es lógico, pues la Cataluña Vieja era «la región donde la influencia franca había sido más notable y duradera, y, en consecuencia, donde el régimen feudal había hallado su máximo desarrollo y la servidumbre en el campo sus características más peculiares».
Dentro de la Cataluña Vieja la mayor concentración de población remensa se daba en las comarcas del Ampurdán, La Selva, Gironés, Pla de l'Estany y Osona, además de lo que en la época se denominaba La Montaña, que correspondería con la zona actual de las Guillerías, y que también incluiría La Garrocha y el Ripollés. También había una importante población remensa en las comarcas del Vallés, Maresme y Bajo Llobregat. Según Jaume Vicens Vives, los remensas que sufrían las condiciones más duras serían los de la Montaña como lo demostraría el hecho de que esa área fuera el foco principal de las dos guerras remensas.

## Historia

Miniatura de una letra capitular que representa los tres órdenes de la sociedad medieval: el clero, la nobleza y los siervos.

La condición de remensa se fue extendiendo entre mediados del siglo XI y mediados del siglo XIII —momento a partir del cual la condición servil de los campesinos del nordeste del Principado de Cataluña se fue agravando— cuando los señores ampliaron la dependencia personal de quienes habitaban el territorio bajo su jurisdicción a la tierra que cultivaban, imponiéndoles al mismo tiempo por la fuerza los malos usos, de los que la remensa formaba parte, y que al principio solo afectaban a determinados campesinos. Los señores al establecer la remensa lo que pretendían evitar era que «sus» campesinos pudieran abandonar  libremente los predios y marcharse a las ciudades o a las nuevas tierras de la Cataluña Nueva, conquistadas a partir del siglo XII.
La primera mención de la remensa aparece en un documento de 1123 en el que se utiliza la palabra «redemptiones» aplicada a los mansos y a los que las cultivan. En la segunda mitad del siglo XIII el término remensa ya está consolidado tanto social como jurídicamente. La condición jurídica de la remensa fue ratificada en las Cortes de Barcelona de 1283 en las que se aprobó una constitución en la que se establecía la redención obligatoria para las personas establecidas en los predios o lugares «donde es costumbre redimirse».
A la condición de remensa se le añadían los otros cinco malos usos, el derecho de maltractar (ius maletractandi) que los señores tenían sobre sus campesinos y que frecuentemente hacían constar en los contratos, además de otras «costumbres intolerables» como la obligación de las madres campesinas que acababan de dar a luz de amamantar a los hijos de los señores o el derecho de pernada. Así pues, los payeses podían ser objeto de cualquier tipo de desafueros y vejaciones por parte de sus señores. Otra situación que agravaba la condición de los remensas era el empeño de los señores en exigirles prestaciones por los mansos rónecs, predios deshabitados a causa de la muerte o abandono de sus detentadores.
En la sujeción de los remensas la Iglesia catalana jugaba un papel muy importante al recurrir a las condenas espirituales e incluso a la amenaza de la excomunión para aquellos campesinos que se resistieran a aceptar su condición. Además en el Concilio Provincial de Tarragona celebrado en 1370 se prohibió que los campesinos remensas pudieran ser ordenados sacerdotes al considerarlos siervos, es decir, una mera «cosa» propiedad de su señor.

### El movimiento de emancipación de los remensas
El movimiento emancipador de los remensas comenzó en el siglo XIV cuando su situación económica se agravó a causa de la crisis iniciada en 1333, «el mal any primer», y del impacto de la Peste Negra de 1348-1351 que despobló los campos. A la extensión del movimiento también contribuyó la actitud de los señores, quienes tras la Peste Negra redujeron las cargas que pesaban sobre sus campesinos para asegurarse que las tierras siguieran cultivándose —con lo que los remensas entrevieron la posibilidad de conseguir su emancipación— pero que pronto volvieron a exigir las prestaciones anteriores a la crisis lo que soliviantó los ánimos campesinos. Según Vicens Vives, no es casualidad que la radicalización del movimiento remensa se produjera precisamente en los últimos decenios del siglo XIV y los primeros del XV, es decir, cuando tuvo lugar la reacción señorial. Es en esta época cuando los payeses comienzan a cavar fosas en sus masías y plantar cruces y otros símbolos de muerte, lo que fue prohibido por las Cortes de 1413, aunque los payeses siguieron haciéndolo como lo prueba que en las Cortes de 1432 se volviera a insistir en su prohibición. También proferían amenazas y apaleaban a los procuradores de los señores.
El objetivo del movimiento de emancipación remensa fue conseguir la libertad personal ―«todos los hombres apetecen la libertad que a cualquiera es otorgada por el derecho natural», se decía en una franquicia de 1335―, sin perder sus derechos sobre la tierra. En palabras de Vicens Vives, «el remensa procura no sólo libertarse de las servidumbres señoriales, sino al mismo tiempo trata de anular, por su redención, la categoría servil que había adquirido el suelo que cultivaba». Y aquí es donde radica el conflicto que mantenían los remensas con sus señores. «El señor del siglo XV, laico o eclesiástico, tendía a considerar el predio como una unidad fiscal o económica, cuyo rendimiento venía asegurado por la familia que, adscrita a él, lo hacía realmente productivo», ha señalado Vicens Vives.

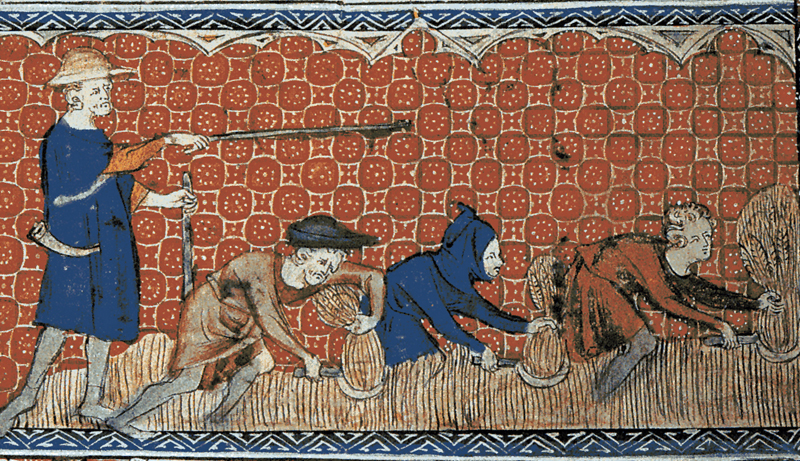
Miniatura medieval que representa a tres siervos cosechando trigo bajo la vigilancia del delegado de su señor.

Por otro lado, el campesino remensa tenía muchos problemas para lograr la redención debido, según Vicens Vives, a que esta «dependía de la voluntad y el beneplácito del señor, ya que no había ninguna disposición legal que estipulara las condiciones y forma en que podría conseguirla», incluida la cantidad a pagar que era fijada arbitrariamente por el señor. Y tampoco podía abandonar el mas yéndose a vivir a la ciudad ―obteniendo la libertad si lograba permanecer allí un año y un día― si había prestado homenaje a su señor, lo que sucedía en la inmensa mayoría de las ocasiones, a lo que se añadía frecuentemente la prohibición expresa que se hacía constar en los contratos de avecindarse en una ciudad o villa. Además en una constitución aprobada en las Cortes de 1432 se autorizó a los señores a pregonar en ferias y mercados la fuga de sus payeses y hacerlos perseguir.
Buena parte de los juristas de la época denunciaron la situación injusta de los remensas ―a los que no consideraban siervos― y defendieron su derecho a reunirse en asambleas y formar sindicatos, una posición que tendrá una gran influencia en la corte, lo que explicaría, según Vicens Vives, la actitud filoremensa de la monarquía catalano-aragonesa. Una segunda razón, según este mismo historiador, sería el interés de los reyes en «suprimir o rebajar la potencia política de los señores feudales y alodiales». Por su parte los remensas confiaron en los monarcas para alcanzar su emancipación y recurrieron a ellos para evitar los abusos y las violencias señoriales, ofreciéndoles en varias ocasiones importantes sumas de dinero.

Que sea suprimido el derecho de maltratar al payés.
Item, en muchas partes de dicho principado de Cataluña algunos señores pretenden y observan que los dichos payeses pueden justa o injustamente maltratados a su entero talante, mantenidos en hierros y cadenas y aun reciben golpes. Desean y suplican dichos payeses sea suprimido y no puedan ser maltratados por sus señores, sino por mediación de la justicia.
Capítulos del proyecto de concordia entre los payeses de remesa y sus señores (1462), apud E. Hijonosa: El régimen señorial, la cuestión agraria en Cataluña durante la Edad Media, pp. 366-68.

### La intervención de la monarquía en el conflicto remensa
La monarquía comienza a interesarse en el problema remensa y a contactar con su movimiento a partir de 1388 bajo el reinado de Juan I de Aragón. En ese año los remensas se dirigen al monarca exponiéndole que «el tiempo de la servidumbre, o sea de pagar exorquia, intestia, cogucia y otros derechos ya había pasado». Será la reina María de Luna, esposa de Martín I el Humano, quien enjuiciará de forma más negativa la situación de los remensas recurriendo a expresiones como «execrables y abominables servidumbres», «malas y detestables costumbres», «el estado y condición peores, más opresivos y viles que sufren en el mundo hombres oprimidos por el yugo de la servidumbre», «males injustos, usos ignominiosos contra Dios y la justicia», «servidumbre no debida de cristiano a cristiano y mucho menos honesta», «mácula de la patria» e «infamia de la nación catalana». Para intentar acabar con esta situación la reina escribe al papa Benedicto XIII al que pide que otorgue una bula que ponga fin a tan «pestíferas y reprobadas servidumbres» en los señoríos eclesiásticos, siendo transformadas en censos perpetuos a pagar por los campesinos beneficiados, pero la bula papal nunca fue promulgada.
Según Jaume Vicens Vives, «el interés de la monarquía por la causa remensa respondía a razones de alto valor moral, a presiones e instancias de los propios payeses, y, finalmente, a su posición política frente a los señores jurisdiccionales». En este último sentido destaca Vicens el hecho de que en la comisión constituida por Martín I el Humano en Gerona en 1399 para devolver a la jurisdicción real aquellos señoríos que no estuvieran debidamente otorgados figuraran dos payeses de remensa. «Coincidencia ésta muy sugestiva sobre la reciprocidad de los intereses del monarca y de los adscritos al terruño», concluye Vicens.

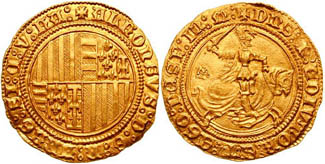
Ducado de oro de Alfonso el Magnánimo, acuñado en Nápoles.

Alfonso el Magnánimo continuó con la política filoremensa de la monarquía. Permitió la formación de un sindicato, el Gran Sindicato Remensa autorizado en julio de 1448, para que los campesinos pudieran reunirse para tratar la supresión de los malos usos y nombrar síndicos que los representaran, además de recaudar la cantidad de 100 000 florines que serían entregados al tesoro real ―un tall (derrama) de tres florines por cada ‘’mas’’―. Las reuniones se realizarían bajo la presidencia de un oficial real que daría cobertura legal a la asamblea y también garantizaría su seguridad. Esta decisión se produjo después de la visita que hicieron en mayo de ese año a la lugarteniente de Cataluña, la reina María, cuatro síndicos de los remensas de Gerona en la que le ofrecieron 60 000 florines por la intervención de la monarquía en su emancipación. Como ha destacado Jaume Vicens Vives, la autorización del sindicato remensa fue una media «decisiva, puesto que por primera vez la Corona daba carácter legal a las reivindicaciones de los payeses» y «asimismo, ofrecía la posibilidad de encauzarlas pacíficamente».
La decisión de la Corona fue muy mal recibida por los señores que intentarán impedir las reuniones de los remensas y hacer fracasar la iniciativa de la monarquía de lograr una salida pacífica al conflicto, en lo que encontraron la plena colaboración de las instituciones catalanas que controlaban como la Diputación del General de Cataluña o Generalitat y el Consejo de Ciento de la ciudad de Barcelona ―Barcelona era propietaria de las baronías de Moncada, Tarrasa y Sabadell que poseían payesías remensas―. Los diputados de la Generalitat llegaron a afirmar que existía un plan remensa «detestable y diabólico» de ofrecer el Principado al rey de Francia o a Renato de Anjou si el rey Alfonso no satisfacía sus aspiraciones. Por su parte los remensas, que llegaron a integrar en su sindicato a unos 20 000 hogares, presentaron en 1450 un requerimiento a la Corona para que los liberara de la servidumbre y de los malos usos («demanant per aquella [la Corona] de la dita servitud e mals usos esser deslliurats»). Entonces los señores se aprestaron a defenderse «contra tan gran daño y perjuicio de todos».
En 1454 Alfonso el Magnánimo nombró nuevo lugarteniente de Cataluña a su hermano don Juan, rey de Navarra. Este continuó con la política filoremensa lo que le enfrentó con los señores laicos y eclesiásticos de la Cataluña vieja también representados en las Cortes. El 5 de octubre del año siguiente Alfonso el Magnánimo, probablemente aconsejado por su hermano, dictó desde Nápoles una sentencia interlocutoria por la que suspendía temporalmente la prestación de los malos usos y servidumbres, aunque sin llegar a resolver el fondo del asunto.
Juan II de Aragón siguió con la política filoremensa llevada a cabo por los soberanos anteriores incluso cuando se produjo el enfrentamiento con las instituciones catalanas en la revolución catalana de 1460-1461 y cuando tras la muerte del príncipe Carlos de Viana en septiembre de 1461 le sucedió al frente de la lugartenencia de Cataluña la reina Juana Enríquez en nombre del «primogénito» el príncipe Fernando. En diciembre de 1461 la reina Juana ordenaba a los señores, tanto laicos como eclesiásticos, que acataran las disposiciones que habían dejado en suspenso las prestaciones debidas por los malos usos, mientras que al mismo tiempo ordenaba a los remensas que hicieran efectivos los pagos que debían como arrendatarios de las tierras ya que muchos se negaban a hacerlo, justificándolo algunos de ellos con la proclama de que «cualquier oficial o persona que les exigiera censos, tascas u otro cualquier derecho correspondiente a vasallo deseaba mal al senyor rey».

### Las dos guerras remensas
La primera guerra remensa tuvo lugar en el Principado de Cataluña entre 1462 y 1472 coincidiendo con la guerra civil catalana, aunque constituyó una guerra específica. Fue una rebelión campesina protagonizada por los remensas que querían acabar con la servidumbre a la que les tenían sometidos sus señores feudales. Con la esperanza de que la monarquía les apoyara los remensas, al frente de los cuales estaba Francesc de Verntallat, se pusieron del lado del rey Juan II de Aragón en su enfrentamiento con las instituciones catalanas que se habían rebelado contra él. La guerra acabó con la victoria del bando realista pero esto no supuso el fin del pleito remensa porque Juan II no lo abordó ya que muchos señores feudales también habían defendido su causa. 
La segunda guerra remensa tuvo lugar en el Principado de Cataluña entre 1484 y 1485. Los remensas rebeldes estuvieron encabezados por Pere Joan Sala, lugarteniente durante la primera guerra remensa de Francesc de Verntallat, quien en esta ocasión no se sumó a la revuelta y dirigió a los remensas moderados que buscaban una solución al conflicto por la mediación del rey Fernando II de Aragón. La batalla de Llerona del 24 de marzo de 1485, en la que las fuerzas de Sala fueron derrotadas y él fue hecho prisionero ―sería ajusticiado en Barcelona pocos días después―, puso fin a la guerra. El pleito remensa se resolvió definitivamente un año después gracias a la Sentencia arbitral de Guadalupe dictada por el rey Fernando II.